# The Voice of Love
The Voice of Love (conosciuto anche con il titolo A Voice of Love) è un film muto del 1916 diretto da Rae Berger. Prodotto dalla American Film Company, di genere drammatico, il film aveva come interpreti Winifred Greenwood, Edward Coxen, George Field, Laura Sears, Harvey Clark, Al Ferguson.

## Trama
Marie Clark, un'astrologa conosciuta con il nome di Madame Thebe, racconta la storia della sua vita a Henry Martin, un cliente che vorrebbe sposarla. Anni prima, il marito, un uomo molto geloso, aveva minacciato di uccidere uno dei suoi clienti, Franklin Davis. Mentre i due uomini si battevano, lei era svenuta. Quando si era ripresa, aveva visto il marito morto e si era trovata con una pistola in mano. Costretta a lasciare la città abbandonando la figlia per non essere accusata dell'omicidio, aveva poi incontrato Phillip Morse, di cui si era innamorata. Ma lui, a New York, aveva iniziato una relazione con Violet, la figlia ormai grande di Marie che, ignorando l'identità della rivale, aveva mandato Davis per far rompere i due. Viene però a sapere che la rivale è sua figlia. Martin riesce ad avere la prova che Marie è innocente per la morte del marito e che il vero assassino è proprio Davis. Dopo aver raccontato tutta la sua storia anche a Violet, Marie accetta la proposta di matrimonio di Martin.

## Produzione
Il film fu prodotto dall'American Film Company.

## Distribuzione
Distribuito negli Stati Uniti dalla Mutual, il film uscì nelle sale cinematografiche il 16 ottobre 1916.
Non si conoscono copie ancora esistenti della pellicola che viene considerata presumibilmente perduta.